# Shoulder Arms
Shoulder Arms (¡Armas al hombro!) es un mediometraje estadounidense con dirección de Charles Chaplin y actuación suya, de Edna Purviance y de Sydney Chaplin. Fue estrenado el 20 de octubre de 1918.
Fue la segunda película que rodó Chaplin para First National Pictures. La acción está situada en Francia durante la Primera Guerra Mundial y la mayor parte de ella transcurre durante un sueño.

## Sinopsis
Charlie se encuentra en un campo militar de entrenamiento estadounidense, hace ejercicios, marchas, cae. Una vez en Francia no recibe cartas de su casa hasta que finalmente llega un paquete con queso limburgués que requiere máscara de gas que arroja sobre las trincheras alemanas. Charlie salta sobre la trinchera enemiga, captura trece soldados alemanes y luego se ofrece como voluntario para atravesar las líneas enemigas en una difícil excursión, lo que hace disfrazado de árbol. Con la ayuda de una joven francesa captura al Kaiser y al príncipe heredero por lo cual se le erige una estatua y un desfile de la victoria en New York y entonces...sus camaradas lo despiertan de su sueño.

## Reparto
- Charlie Chaplin: Recluta.
- Edna Purviance: Joven francesa.
- Sydney Chaplin (1885-1965): sargento alemán, y el Káiser.
- Jack Wilson: príncipe alemán.
- Henry Bergman: sargento alemán gordo, y mariscal de campo von Hindenburg.
- Albert Austin: soldado estadounidense, soldado alemán, chofer del Káiser.
- Tom Wilson: sargento entrenador del campo.
- John Rand: soldado estadounidense.
- J. Parks Jones soldado estadounidense.
- Loyal Underwood: oficial alemán de baja estatura.

## Comentario
Está considerada como la primera película de comedia acerca de la guerra. Originalmente se filmaron cinco bobinas pero luego quedaron tres. Se eliminaron las escenas que mostraban a Chaplin como un civil, padre de tres hijos, su reclutamiento un poco forzado y el agasajo que le hicieron los jefes aliados. En esta última secuencia se ve a Poincaré entre los oradores que lo elogiaban y al rey de Inglaterra arrancándole un botón de su uniforme para guardarlo como recuerdo. Se ha señalado que cuando Chaplin es perseguido por el bosque por los alemanes se ven en en fondo automóviles que circulan por una autopista, que si bien existían en Estados Unidos no se construyeron en Alemania hasta 1921.
La película fue sonorizada entre 1930 y 1940. Se hizo otra sonorización después de 1945, pero su proyección fue prohibida por Chaplin.